# 巴瓦科阿斯區
巴瓦科阿斯區（西班牙語：Barbacoas），是哥斯達黎加的一個區，位於該國中部聖何塞省，面積19.09平方公里，海拔高度983米，2011年人口3,692，人口密度每平方公里193.40人。